# Los Encinos, Guerrero
Los Encinos är en ort i Mexiko.   Den ligger i kommunen General Canuto A. Neri och delstaten Guerrero, i den södra delen av landet, 150 km sydväst om huvudstaden Mexico City. Los Encinos ligger 1 239 meter över havet och antalet invånare är 255.
Terrängen runt Los Encinos är huvudsakligen lite bergig. Los Encinos ligger uppe på en höjd. Runt Los Encinos är det ganska glesbefolkat, med 26 invånare per kvadratkilometer. Närmaste större samhälle är Arcelia, 18,5 km sydväst om Los Encinos. I omgivningarna runt Los Encinos växer huvudsakligen savannskog.